# Oplatky na chléb

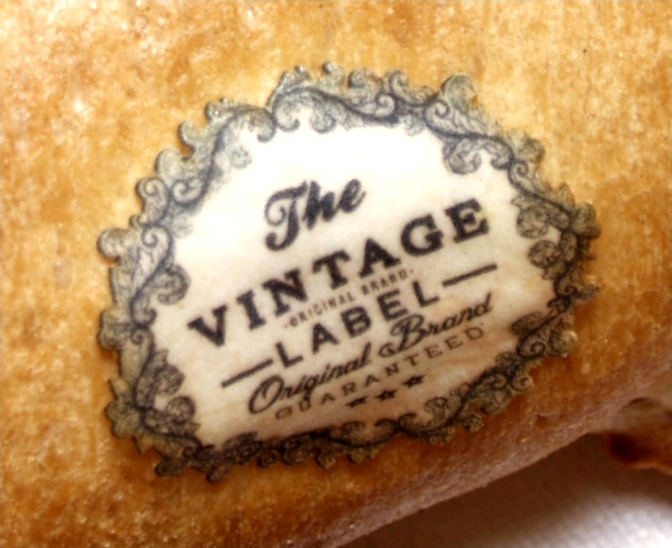
Příklad jedlé etikety na pečivu

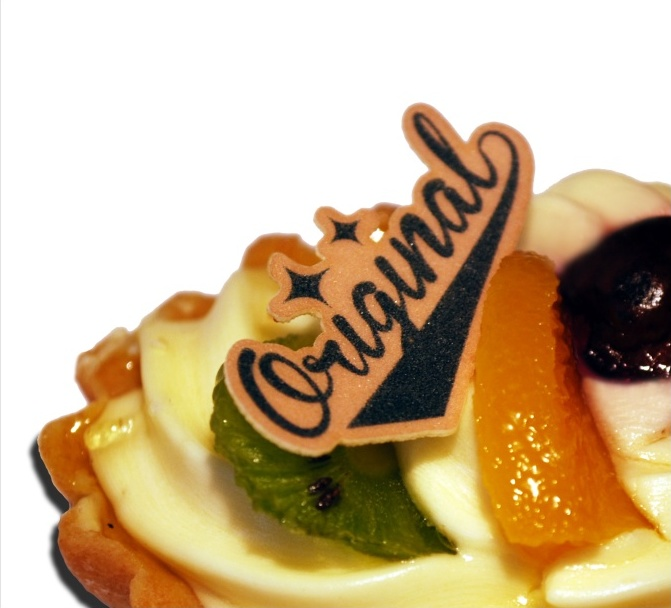
Jedlá etiketa na košíčku

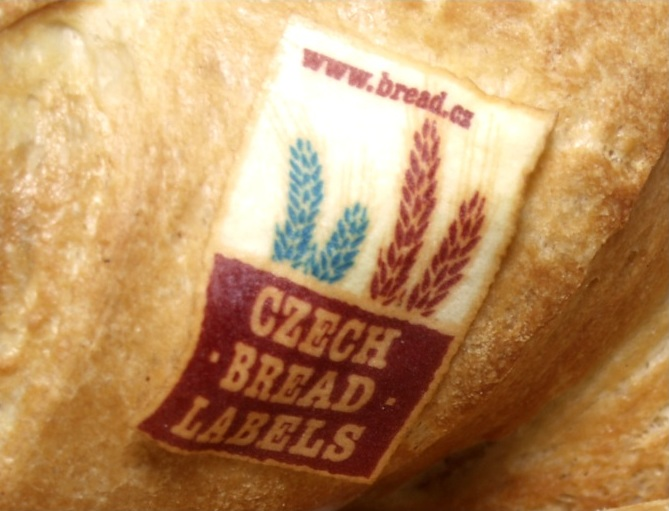
Etiketa z jedlého paíru na pečivu

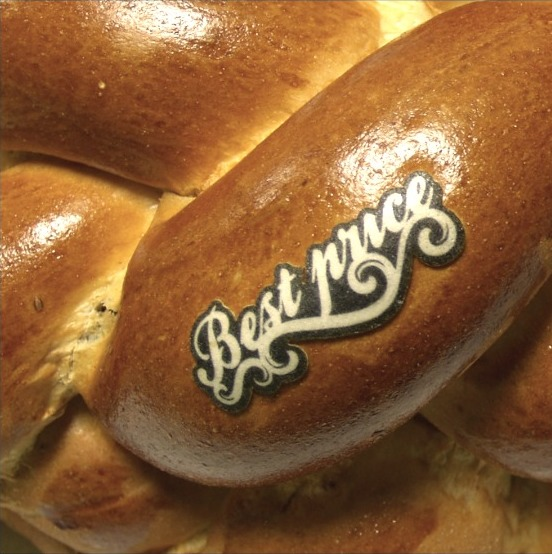
Etiketa z jedlého papíru na vánočce

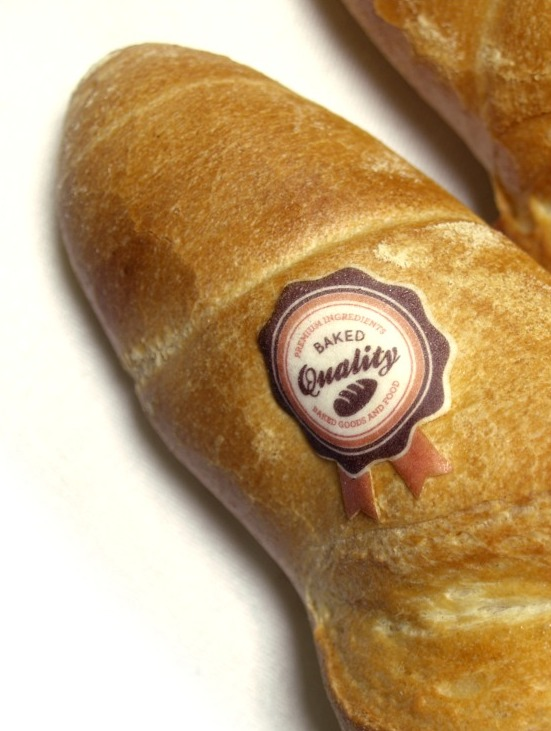
Zapečená jedlá etiketa na rohlíku

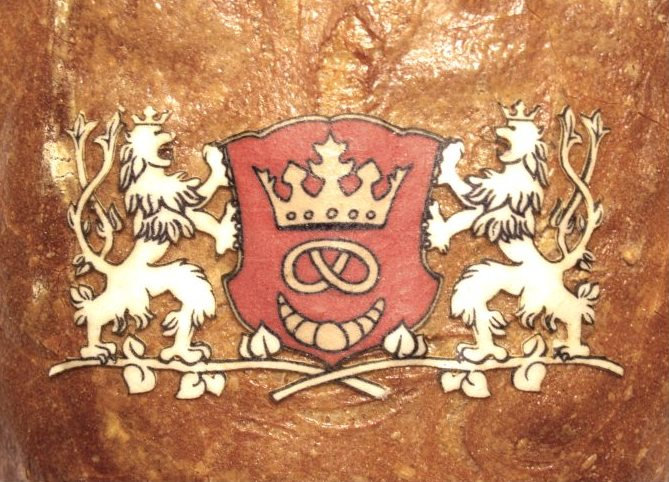
Složitější etiketa z jedlého papíru na chlebu

Oplatka na chléb (neboli jedlá etiketa) je výrobek vyrobený z jedlého papíru s potiskem z jedlých barev. Používá se nejčastěji k označení nebalených pekárenských výrobků, např. chleba, kde se různými způsoby zapéká. Jedlá etiketa je naprosto nezávadná a dá se normálně sníst se zbytkem pečiva. 
Způsobů, jak označit nebalený pekárenský výrobek, není mnoho. Často se k tomuto účelu využívají například obyčejné etikety lepené na povrch výrobku, anebo papírové pásky na chleba. Tyto způsoby však mají své zápory (např. zbytek lepidla a etikety zůstanou po odtrhnutí pevně na povrchu kůrky v prvním případě nebo složitá aplikace v případě druhém). Proto se nyní postupně přechází k výhodnějším jedlým etiketám.

## Hlavní přínosy
Jedlé etikety slouží jako silný nástroj podpory prodeje a také přispívají ke snazší identifikaci těchto výrobků ze strany spotřebitele. Další z hlavních funkcí jedlých etiket je ochrana proti plagiátorství. Spousta pekáren peče své vlastní originální výrobky a často se potýkají s tím, že se je někdo snaží napodobovat. Zapečením jedlé etikety do svého výrobku pekárna významně (ne-li úplně) omezí riziko plagiátorství svých výrobků, přičemž náklady za označený výrobek jsou téměř stejné jako za neoznačený. K nemalým přínosům patří rovněž snadná aplikace na pečivo a to, že jedlou etiketu nemusí zákazník odstraňovat.

## Složení a chuť
Chuť etiket z jedlého papíru je neutrální (jako u hostií, proto se někdy označují jako hostie na chleba). Základní složkou jedlého papíru je obvykle bramborový škrob (± 92%), voda (± 7%) a palmový či slunečnicový olej (± 1%). Setkáváme se také s kombinací bramborového škrobu s rýží či škrobem kukuřičným a dalšími složkami, zde je ovšem častou nevýhodou hořká chuť. Nesmíme však zapomenout na výsledný design etiket z jedlého papíru, který je tvořen potiskem jedlými barvivy na bázi standardně využívaných emulgátorů, používaných mimo jiné k obarvování sycených nápojů. Těmito jedlými barvivy je při dnešních technologiích možné na etiketu přenést libovolnou grafiku bez omezení. Tak je možné zachovat původní originální design log a produktových ochranných známek výrobců pečiva.
Oproti hostiím jedlý papír neobsahuje lepek, a je tak vhodný i pro označování bezlepkových výrobků. K dostání je také v organické kvalitě, což mohou ocenit zejména výrobci BIO potravin.

## Historie a praktický význam
Označování pekárenských výrobků etiketami z jedlého papíru má své kořeny například v Německu a Rakousku. V západní Evropě se často setkáváme s označením jedlými BIO etiketami u certifikovaných produktů ekologického zemědělství. Praktický význam etiket z jedlého papíru zejména v případech nebalených potravin však sahá mnohem dále a můžeme jej spatřovat v možnosti uvádění doplňujících informací, důležitých pro rozhodování spotřebitele o koupi. Těmi jsou například nutriční a dietetické hodnoty výrobku, které jsou obyčejně k dispozici jen na vyžádání u personálu dané prodejny.

## Na co se dá jedlá etiketa aplikovat
Výčet produktů, které je možno označit jedlou etiketou, je široký. Přes chléb, bagety, vánočky, housky až po drobné pečivo, kaiserky, rohlíky, crossainty a jiné sladké pečivo. Prakticky je možné označit kteroukoliv potravinu, s ohledem na to, že se jedná o označení, které je jedlé a zdravotně nezávadné a může tak být přímo spojené s výrobkem.

## Aplikace
Díky jednoduché manipulaci a přilnavosti jedlých etiket, lze jejich aplikaci snadno začlenit do výrobního procesu. Zvládnou ji sami pekaři či jejich pomocníci, jedná se totiž o úkon, který netrvá déle než jednu sekundu. Etikety se nanášejí před pečením, po lehkém navlhčení povrchu výrobku vodou nebo rostlinným olejem. Dalším možným způsobem je aplikace „přes ošatku”, jednoduše vhozením jedlé etikety lícem na její dno předtím, než se do ní vhodí těsto. Setkáváme se však i s případy aplikace až po upečení, kdy stačí etiketu navlhčit a přitisknout na horký povrch výrobku.